# Koundianakoro
Koundianakoro (ou Kondianakoro) est une ville et une sous-préfecture de Guinée, rattachée à la préfecture de Mandiana et la région de Kankan. 

## Population
En 2016, le nombre d'habitants est estimé à 33 692, à partir d'une extrapolation officielle du recensement de 2014 qui en avait dénombré 31 503.